# Asnières-sur-Vègre
Asnières-sur-Vègre is een gemeente in het Franse departement Sarthe (regio Pays de la Loire) en telt 375 inwoners (1999). De plaats maakt deel uit van het arrondissement La Flèche.

## Geografie
De oppervlakte van Asnières-sur-Vègre bedraagt 12,5 km², de bevolkingsdichtheid is 30,0 inwoners per km².
De onderstaande kaart toont de ligging van Asnières-sur-Vègre met de belangrijkste infrastructuur en aangrenzende gemeenten.

## Demografie
Onderstaande figuur toont het verloop van het inwonertal (bron: INSEE-tellingen).

## Foto's

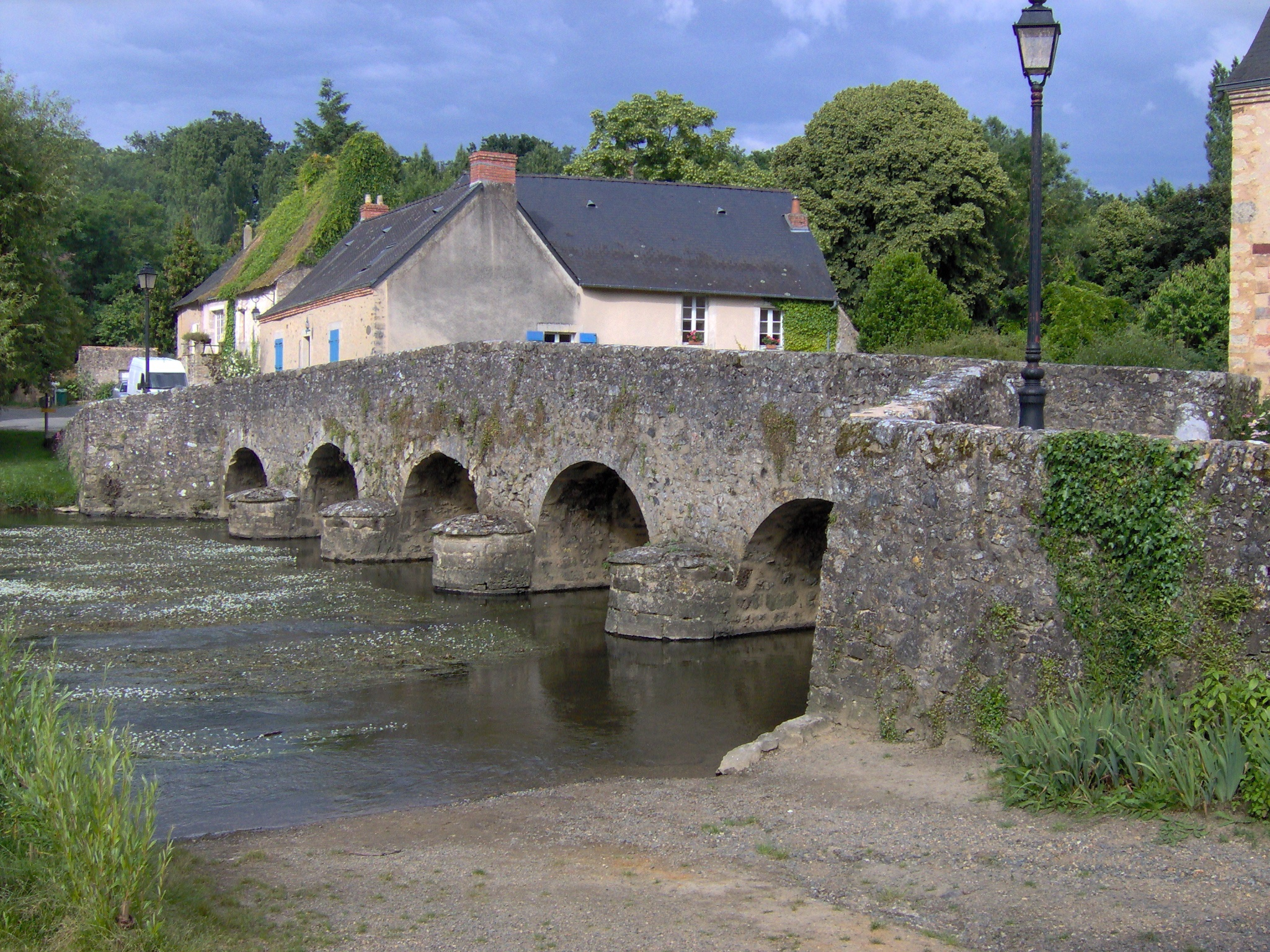
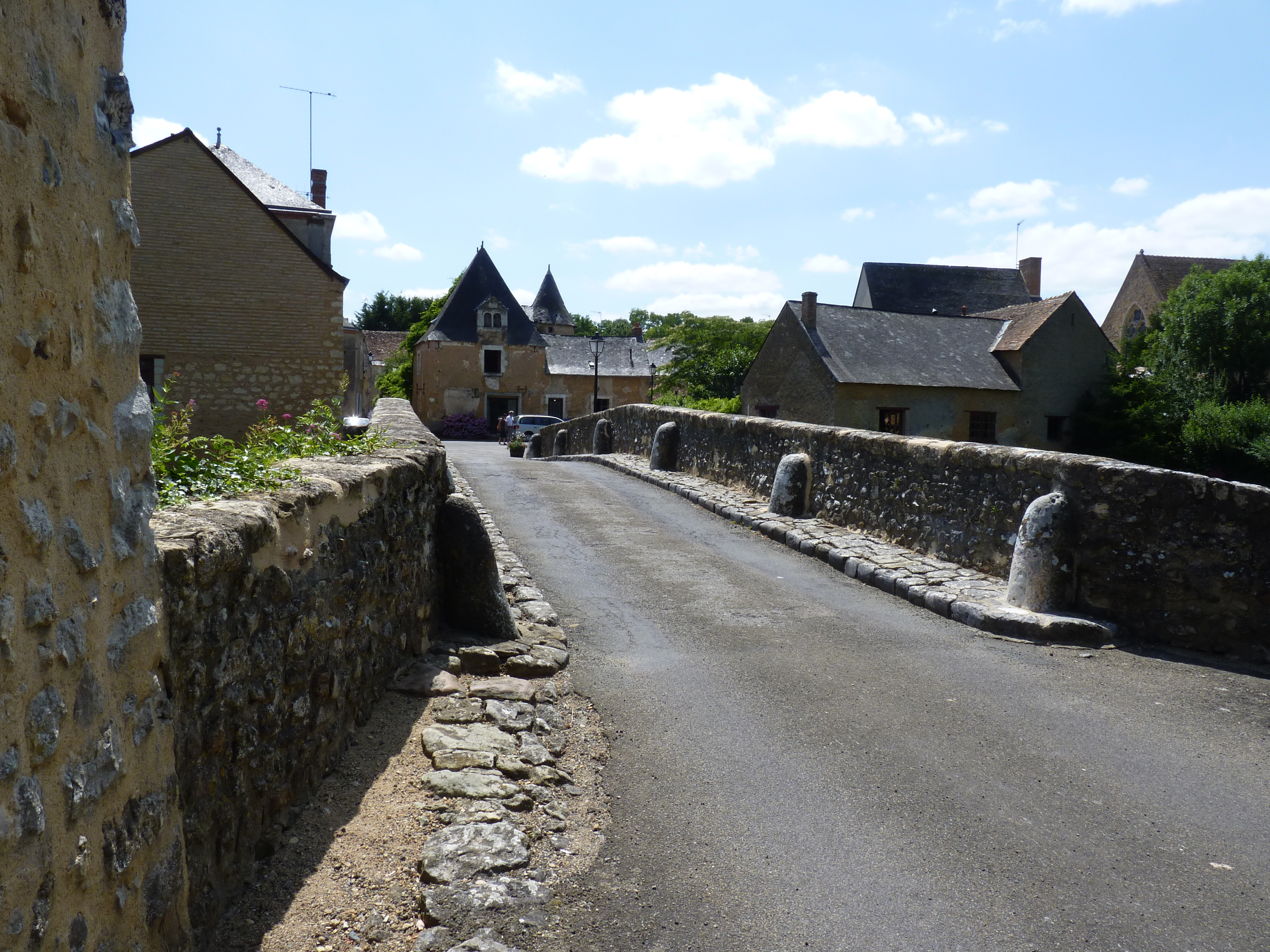

1. ↑  Populations de référence 2022.